# 云南假卫柔
云南假卫柔（学名：Microtropis yunnanensis）为卫矛科假卫矛属下的一个种。其种加词 yunnanensis 意为“云南的”。